# Bazenville
Bazenville ist eine französische Gemeinde mit 144 Einwohnern (Stand: 1. Januar 2022) im Département Calvados in der Region Normandie. Sie gehört zum Arrondissement Bayeux und zum Kanton Courseulles-sur-Mer. Die Einwohner werden Bazenvillois genannt.

## Geografie
Bazenville liegt etwa sieben Kilometer südlich der Küste zum Ärmelkanal sowie etwa zehn Kilometer ostnordöstlich von Bayeux und etwa 25 Kilometer nordwestlich von Caen entfernt. Umgeben wird Bazenville von Meuvaines im Norden und Nordosten, Crépon im Nordosten, Creully sur Seulles im Süden und Osten sowie Le Manoir im Süden und Westen.
Östlich des Ortes Richtung Crépon errichteten die Briten im Sommer 1944 nach Beginn der alliierten Invasion in der Normandie einen Feldflugplatz. Advanced Landing Ground ALG B-2, so seine alliierte Bezeichnung. Die Royal Air Force nutzte ihn bis Ende 1944. Hier war unter einem ein kanadisches Geschwader stationiert, das 127. Wing, das mit vier Supermarine-Spitfire-Staffeln, der 403., 416., 421. und 443. Squadron, ausgerüstet war.

## Bevölkerungsentwicklung
| Jahr                             | 1962 | 1968 | 1975 | 1982 | 1990 | 1999 | 2006 | 2013 |
| Einwohner                        | 196  | 177  | 149  | 164  | 145  | 144  | 145  | 147  |
| Quelle: Cassini, EHESS und INSEE |      |      |      |      |      |      |      |      |

## Sehenswürdigkeiten
- Kirche Saint-Martin aus dem 12. Jahrhundert
- Schloss Bazenville aus dem 18. Jahrhundert

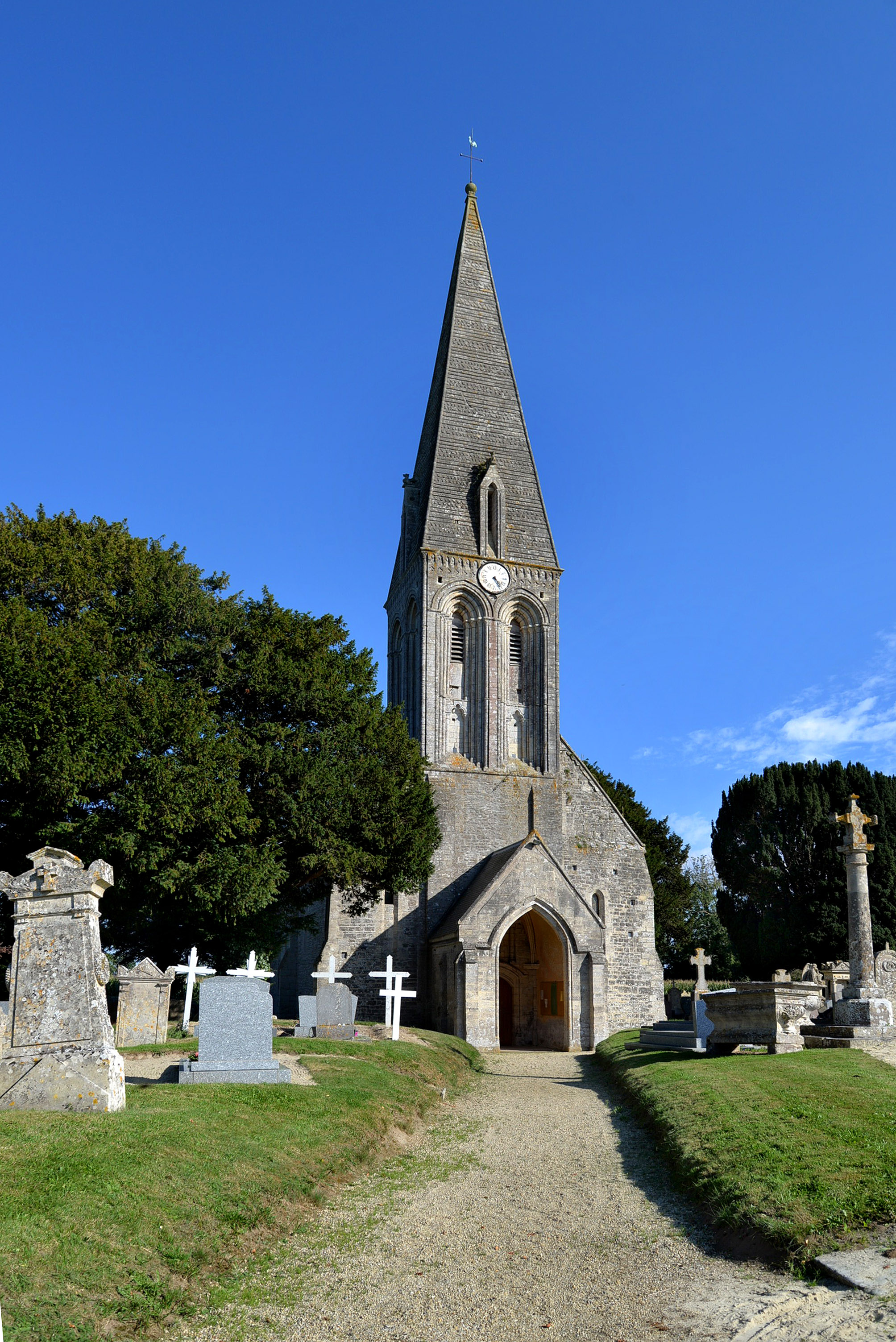
Kirche Saint-Martin
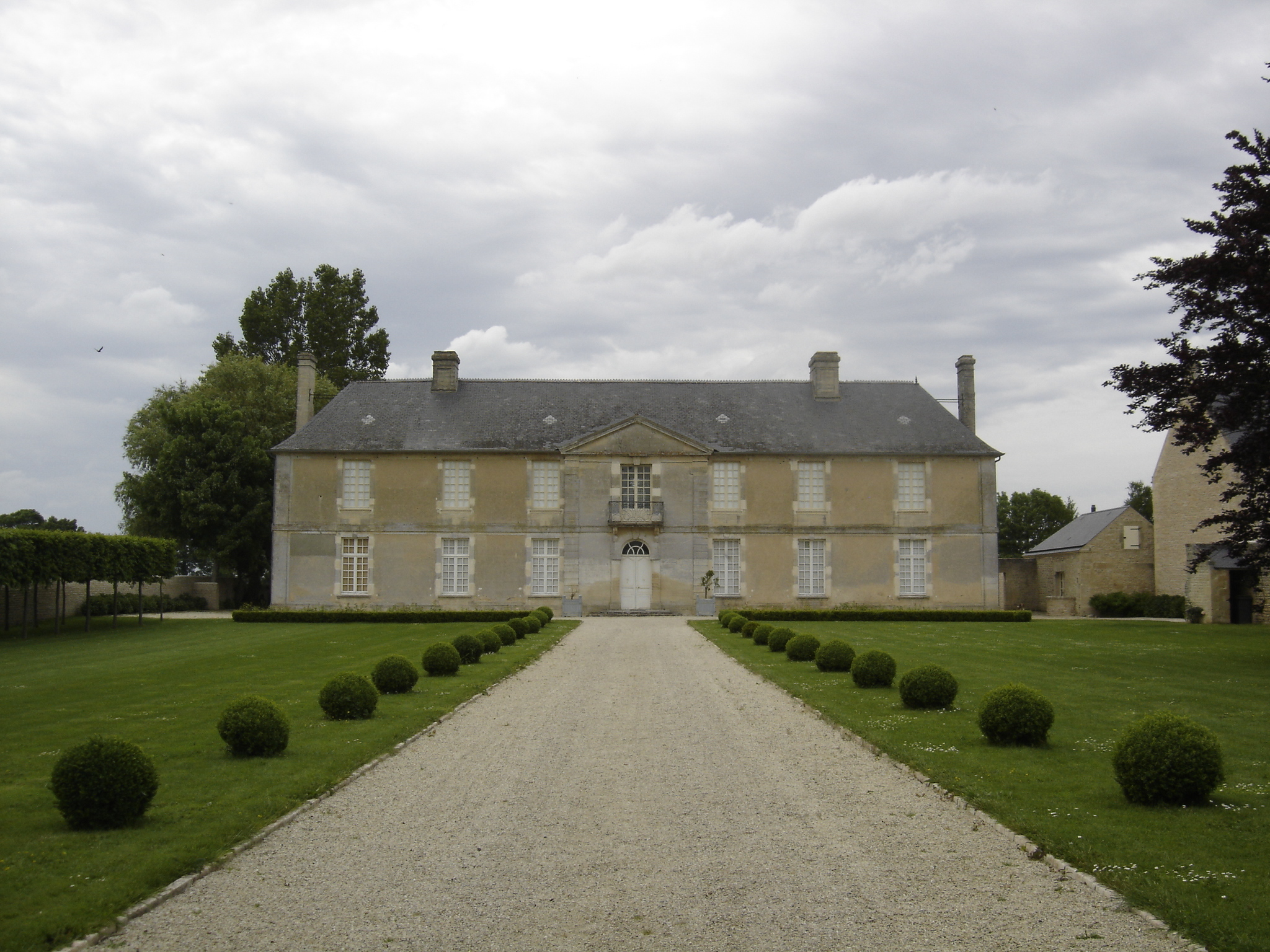
Schloss Bazenville